# Hyparrhenia papillipes
Hyparrhenia papillipes là một loài thực vật có hoa trong họ Hòa thảo. Loài này được (Hochst. ex A.Rich.) Andersson ex Stapf mô tả khoa học đầu tiên năm 1918.